# Język lilau
Język lilau, także ngaimbom – język papuaski z Papui-Nowej Gwinei, należący do rodziny torricelli. Posługuje się nim 450 osób w dystrykcie Bogia (1981).
Jest blisko spokrewniony z językiem monumbo (mambuwan). Nie został bliżej opisany.
Według publikacji Glottolog (4.7) przynależność języków lilau i monumbo do rodziny torricelli nie została dostatecznie wykazana.